# 追随
《追随》（英語：Following）是1998年英国新黑色犯罪惊悚片，由克里斯托弗·诺兰执导、编剧。影片讲述一名年轻男子在伦敦街道跟蹤陌生人时，由于没有保持好距离，误入地下犯罪世界的别样经历。作为诺兰的导演处女作，影片制作预算有限，每场戏事先都有大量的排练，因此拍摄时只消一到两个镜头，从而节省影片中花销最多、诺兰用自己薪水买来的16毫米胶片。由于无法负担昂贵的专业照明器材，诺兰采用了大量的现有光源。除了编剧、导演和摄影，诺兰还参与剪辑和布景工作。
影片的蓝光光碟和DVD于2012年12月11日在北美发行。

## 剧情
失业落魄的年轻作家终日在伦敦街头盯梢陌生人，藉口是为自己的第一部小说汲取创作灵感。他给自己设下了严格的规定，限制自己跟踪的对象和时长。然而，他被一位衣冠楚楚的俊俏男子吸引住，於是破壞自己的规则，終被識破。男子反過來向作家打招呼並攀談，以瞭解所為何來。男子自称“科布”，是名惯窃。他邀请自稱“比尔”的作家一道闖空門。科布稱犯罪中的物质回报實為次要，重點在於介入陌生人生活，翻找其私人物品，猜測屋主背景，及喝光其藏酒的乐趣。他聲稱真正的目的是让被光顧過的人重新审视自身生活，即“把东西拿走，展現出他们曾經拥有過什么”。
女屋主突然回家，兩人險些失風。科布臨危不亂，編藉口脫身。在脫離險境後反向比爾分析，自己的鬼話之所以得逞，全因女屋主與其男伴間的關係不可告人。他指定由比爾挑選下個目標。
比爾開始改變穿著打扮，不再邋遢潦倒。他以“丹尼尔·劳埃德”為名搭上一名金髮女子。女子和一名微秃的黑道分子藕斷絲連，而且才剛被竊，這引起比爾的興趣，想要洗劫她家。比爾之前曾挑錯了目標，被科布小小訓了一頓。他決心認真幹一場。
然而女子的公寓早被二人組光顧過。比爾與女子發展出肉體關係。她稱秃头男在她家殘杀過一名男子，所以兩人就此分手。科布給了張不知從何而來的信用卡，比爾從此使用卡上的名字，聽從科布的建議裝扮得像樣點，並逐漸負責銷贜。但原來女子與科布早就是一夥，他們以此令比爾入彀。
比爾盜竊失風,手持拔釘錘將來人锤倒在地，带着钱和照片离开。原來比爾為與女子和好，坦承自己的副業。而金发女郎則稱秃头男一直用不可言說的照片勒索她。比爾主動要幫她把照片偷回來。他又對科布承認自己與女子的關係，假作不知情的科布表現得大為光火，當場與比爾拆夥。
原來科布最近在偷东西时发现了一具不成人形的年老女性遗体，想让別的小偷以其手法犯案，好洗脱自身嫌疑。比爾發現所謂用以勒索的照片其實無關緊要。他為此逼問女子，才知道背後的全盤計畫。
比爾赴警局自首，金发女郎與科布討論事情發展。訊問的刑警稱並沒有所謂的年老女性遗体，所有的情況證據表明並無科布其人。科布向女子表示自己其实为秃头男工作。所谓的遇害女子，其实是用来欺骗金发女郎和比爾的誘餌。因為金发女郎一直以秃头男在她家杀人的照片相脅，於是秃头希望用一种看起来與他無关的手法灭口。科布用作家在洗劫秃头男保险柜時的拔釘錘锤死金发女子。警方在作筆錄时，表明金发女郎已遇害，而拔釘錘上有比爾的指纹，因而牵涉了金发女郎命案。就在比爾百口莫辯的同时，科布消失在人群中。

## 阵容
- 杰里米·西奥伯德（英语：Jeremy Theobald） 饰 年轻男子（比尔/丹尼·劳埃德）
- 亚历克斯·霍（Alex Haw）饰 科布（Cobb）
- 露西·罗素（英语：Lucy Russell (actress)） 饰 金发女郎
- 约翰·诺兰（英语：John Nolan (British actor)） 饰 警察
- 迪克·布拉德塞尔（英语：Dick Bradsell） 饰 秃头
- 吉莲·卡迪（Gillian El-Kadi） 饰 房东
- 珍妮佛·安吉尔（Jennifer Angel）饰 侍应生
- 尼古拉斯·卡洛蒂（Nicolas Carlotti） 饰 调酒师
- 达伦·奥曼迪（Darren Ormandy）饰 会计
- 盖伊·格林威（Guy Greenway）饰 打手甲
- 塔索斯·史蒂文斯（Tassos Stevens）饰 打手乙
- 特里斯坦·马丁（Tristan Martin）饰 酒吧男子
- 丽贝卡·詹姆斯（Rebecca James）饰 酒吧女子
- 保罗·梅森（Paul Mason）饰 房东朋友
- 大卫·鲍威尔（David Bovill） 饰 房东丈夫

## 制作
影片由克里斯托弗·诺兰编剧、导演、拍摄和制作。影片在伦敦取景，采用16毫米电影胶片摄制。在影片中，诺兰采用非线性叙事结构，这次模式后来也被他用在《凶心人》、《蝙蝠俠：開戰時刻》和《頂尖對決》中。按照诺兰所说，这种叙事手法展示出对黑色电影角色的固有不确定性：“在这种引人入胜的故事模式中，我们被不断要求重新评估自身对角色之间的关系，所以我决定用一种强调观众不完全理解首次出现场景的方法，建构我的故事。”
影片的编剧和规划要让制片成本尽可能压缩，不过诺兰认为影片的制作条件非常“极端”，即便廉价的摄影成本都不一定能实现。凭借着有限的成本、设备以及工作日有全职工作的演员和剧组，影片花了一整年完成制作。
为了节省昂贵的胶片，影片的所有镜头都经过广泛的彩排，确保第一或第二次拍摄的镜头可以用在最终的剪辑中。诺兰把拍摄时间选择每个星期六，每次拍摄15分钟的镜头，如此持续了三四个月。这个时长让诺兰可以用他的薪水负担胶片成本。大多数情况下，诺兰拍摄时没有专业摄影照明器材，只能大量运用现有光源，这使得利用16毫米黑白胶片拍摄的工作更加容易。他还使用朋友和家人的房屋作为取景地。

## 迴響

### 专业评价
影片获得普遍好评。烂番茄根据26条评论，打出81%的新鲜度，平均得分7/10。网站共识写道：“《跟踪》简洁明了，展现了导演克里斯托弗·诺兰在吃紧的电影制作和硬边黑色电影方面正在成长的天赋。”在Metacritic，影片获得11条评论，平均分60/100，表示“褒贬不一或口碑平平”。
《洛杉矶时报》的凯文·托马斯（Kevin Thomas）对影片的印象非常深刻，认为这是一部“紧绷、巧妙的新黑色电影”，“是一部即便不深刻但也具信服力的心理悬疑片。诺兰津津乐道的是，他用不间断的70分钟不断煽动纯粹的肮脏真相。”《纽约客》认为，《追随》有亞弗列·希治閣经典作品的影子，但“更加小巧精致”。《电视指南》认为影片“如指甲一样短小精悍”，称赞影片叙事节奏快，采用三层倒序结构。《视与听》的大卫·汤普森（David Thompson）认为，“诺兰展现出流利的手持摄影美学的天赋”。
不过，汤妮·莱恩斯认为影片的高潮不激励人心，认为“前卫过后的笼统、以人物为中心的展览镜头过后的回报有点令人失望”。《帝國雜誌》的特雷弗·刘易斯（Trevor Lewis）质疑影片业余剧组的表演，说他们“缺乏戏剧压载物来补偿（诺兰）不稳定的情节选择”。相反，大卫·汤普森认为“陌生的演员以简单的自然主义风格很好地诠释自己”。导演乔·舒马赫认为《追随》是青年导演的“睿智”之作：“我一直在想：‘我们终于要听到这个家伙有光辉的时刻’。之后我看了《记忆碎片》，这种愿望很快就实现了”。
影片被认为是有史以来最著名的零成本影片。

### 奖项
影片获得多个电影节大奖，包括鹿特丹影展金虎獎、旧金山国际电影节的“最佳处女长片”等。影片也让以黑白片模式起家在诺兰在斯蘭丹斯電影節上获得評審團大獎提名，建立了一定的名气。

## 发行
影片的蓝光和DVD修复版于2012年12月11日由标准收藏发行，新增5.1声道、评论音轨、对诺兰的采访、影片的顺序剪辑版（同样为70分钟）、影片三个场景与拍摄脚本的并排比较、诺兰1997年短片《蚁蛉》、发行预告与重制版预告。每个版本还都有一张传单，上面有影评人斯科特·方丹斯（Scott Foundas）写的影评《诺兰启航》（"Nolan Begins"）。另外，蓝光版还有影片的未压缩單聲道原声音乐。